# Phytoseius incisus
Phytoseius incisus är en spindeldjursart som beskrevs av Wu och Li 1984. Phytoseius incisus ingår i släktet Phytoseius och familjen Phytoseiidae. Inga underarter finns listade i Catalogue of Life.